# Бодак Любомир Емільович
Любоми́р Емі́льович Бодак — український важкоатлет та військовик, старший солдат Збройних сил України, учасник російсько-української війни, що відзначився під час російського вторгнення в Україну в 2022 році.

## Життєпис
Старший стрілець гірсько-штурмової роти військової частини А1778. Багаторазовий чемпіон Закарпатської області з важкої атлетики та учасник чемпіонатів України.

## Нагороди
- орден «За мужність» I ступеня (1 травня 2025, посмертно) — за особисту мужність, виявлену у захисті державного суверенітету та територіальної цілісності України, самовіддане виконання військового обов'язку[2].
- орден «За мужність» II ступеня (13 квітня 2022) — за особисту мужність і самовіддані дії, виявлені у захисті державного суверенітету та територіальної цілісності України, вірність військовій присязі[3].
- орден «За мужність» III ступеня (26 березня 2022) — за особисту мужність і самовіддані дії, виявлені у захисті державного суверенітету та територіальної цілісності України, вірність військовій присязі[4].